# Payne Stewart Award
Der Payne Stewart Award ist eine Auszeichnung im Golf-Sport, die von der PGA Tour vergeben und von der Southern Company seit ihrer Einführung im Jahr 2000 präsentiert wird. Der Preis wird jährlich in der Woche der Tour Championship im East Lake Golf Club zu Ehren des World Golf Hall of Famer Payne Stewart verliehen.

## Kriterien
Der Payne Stewart Award wird an einen Spieler verliehen, dessen „Werte mit dem Charakter, der Nächstenliebe und dem Sportsgeist übereinstimmen, die Stewart gezeigt hat“. Dazu gehören der Respekt vor den Traditionen des Golfsports, die Verpflichtung, das Erbe des Golfsports in Form von karitativer Unterstützung aufrechtzuerhalten, sowie eine professionelle und sorgfältige Präsentation seiner Person und des Sports durch seine Kleidung und sein Verhalten.

## Preisträger
Die Preisträger sind:
- 2000: Byron Nelson, Jack Nicklaus, Arnold Palmer –  Vereinigte Staaten[1]
- 2001: Ben Crenshaw –  Vereinigte Staaten[1]
- 2002: Nick Price –  Simbabwe[1]
- 2003: Tom Watson –  Vereinigte Staaten[1]
- 2004: Jay Haas –  Vereinigte Staaten[1]
- 2005: Brad Faxon –  Vereinigte Staaten[1]
- 2006: Gary Player –  Südafrika[1]
- 2007: Hal Sutton –  Vereinigte Staaten[1]
- 2008: Davis Love III –  Vereinigte Staaten[1]
- 2009: Kenny Perry –  Vereinigte Staaten[1]
- 2010: Tom Lehman –  Vereinigte Staaten[1]
- 2011: David Toms –  Vereinigte Staaten[1]
- 2012: Steve Stricker –  Vereinigte Staaten[1]
- 2013: Peter Jacobsen –  Vereinigte Staaten[1]
- 2014: Nick Faldo –  England[1]
- 2015: Ernie Els –  Südafrika[1]
- 2016: Jim Furyk –  Vereinigte Staaten[1]
- 2017: Stewart Cink –  Vereinigte Staaten[1]
- 2018: Bernhard Langer –  Deutschland[1]
- 2019: Hale Irwin –  Vereinigte Staaten
- 2020: Zach Johnson –  Vereinigte Staaten
- 2021: Justin Rose –  England[2]
- 2022: Billy Andrade –  Vereinigte Staaten
- 2023: Gary Koch –  Vereinigte Staaten